# 3582 Cyrano
3582 Cyrano è un asteroide della fascia principale. Scoperto nel 1986, presenta un'orbita caratterizzata da un semiasse maggiore pari a 3,0011723 UA e da un'eccentricità di 0,0769908, inclinata di 10,87583° rispetto all'eclittica.